# Julia Hahn
Julia Hahn (* 21. Juni 1979 in Bonn) ist eine deutsche Juristin. Sie ist seit dem 1. Januar 2022 Richterin am Bundessozialgericht.

## Leben und Wirken
Hahn war nach dem Studium der Rechtswissenschaften an der Universität Hamburg und nach Abschluss des zweiten Staatsexamens zunächst an der Universität Hamburg und als Rechtsanwältin tätig. 2007 trat sie in den Justizdienst des Landes Schleswig-Holstein ein und war zunächst an den Sozialgerichten Schleswig und Itzehoe tätig. Von Februar 2011 bis Oktober 2012 war Hahn als wissenschaftliche Mitarbeiterin an das Bundessozialgericht und anschließend bis Juni 2013 an das Bundesministerium für Familie, Senioren, Frauen und Jugend in Berlin abgeordnet. 2015 wurde Hahn zur Richterin am Landessozialgericht Schleswig ernannt.
Das Präsidium des Bundessozialgerichts wies Hahn dem für die gesetzliche Rentenversicherung zuständigen 5. Senat zu.